# Chionaema interrogationis
Chionaema interrogationis är en fjärilsart som beskrevs av Gustave Arthur Poujade 1886. Chionaema interrogationis ingår i släktet Chionaema och familjen björnspinnare. Inga underarter finns listade i Catalogue of Life.